# Jim Rathmann
Jim Rathmann (n. 16 iulie 1928, Valparaiso⁠(d), Indiana, SUA – d. 23 noiembrie 2011, Melbourne⁠(d), Florida, SUA) a fost un pilot de Formula 1. De-a lungul carierei a luat startul în 10 curse, niciuna din pole-position. A câștigat 1 cursă și a terminat de 4 ori pe podium, acumulând 29 puncte în întreaga activitate ca pilot de Formula 1.